# Oleg Antonovič Gordijevskij
Oleg Antonovič Gordijevskij (rusky: Оле́г Анто́нович Гордие́вский; 10. října 1938 Moskva – 4. března 2025 Surrey) byl plukovník KGB, který se stal pověřeným rezidentem KGB a šéfem úřadu v Londýně. Působil jako dvojitý agent a v letech 1974 až 1985 poskytoval informace Secret Intelligence Service (MI6).

## Životopis
Narodil se 10. října 1938 v Moskvě. Jeho otec byl úředníkem NKVD. Studoval na prestižním státním institutu mezinárodních vztahů v Moskvě a později prošel výcvikem NKVD, kde si kromě špionážních dovedností osvojil němčinu a naučil se také mluvit dánsky, švédsky a norsky.
Do sovětské tajné služby vstoupil začátkem 60. let 20. století. Převážně působil v Londýně, Moskvě a v Kodani. Po invazi vojsk Varšavské smlouvy, která měla za úkol zhatit Pražské jaro, na Sovětský svaz zanevřel. V roce 1974 se stal dvojitým agentem a začal pracovat pro Secret Intelligence Service (MI6).
Jeho úkolem bylo v 80. letech 20. století zamezit eskalaci jaderného napětí mezi Západem a Sovětským svazem. V létě 1985 se natrvalo usadil ve Velké Británii. V Sovětském svazu byl odsouzen k trestu smrti.
Po útěku vydal několik knížek a popisoval fungování Sovětského svazu.
V říjnu 2007 byl britskou královnou Alžbětou II. vyznamenán šlechtickým titulem.
Zemřel ve svém domě v Surrey, dne 4. března 2025 ve věku 86 let.

## Dílo (výběr)
- KGB - Důvěrná zpráva o zahraničních operacích od Lenina ke Gorbačovovi (1990)
- Příští zastávka poprava (1995)[5]